# Moriya

Moriya (守谷市 Moriya-shi?) este un municipiu din Japonia, prefectura Ibaraki.